# Clube Desportivo Primeiro de Agosto
El Clube Desportivo Primeiro de Agosto, sovint conegut com a Primeiro de Agosto (o 1º de Agosto), és un club esportiu de Luanda, Angola.
Va ser fundat el 1977. La seva principal secció és la de futbol però també té una secció professional de basquetbol. Els colors del club són el vermell i el negre. El seu primer títol futbolístic fou l'any 1979.
Disputa els seus partits a l'Estádio da Cidadela, amb capacitat per a 60.000 espectadors.

## Palmarès
- Lliga angolesa de futbol: [2][3][4]
  - 1979, 1980, 1981, 1991, 1992, 1996, 1998, 1999, 2006, 2016, 2017, 2018, 2019
- Copa angolesa de futbol: [5][6]
  - 1984, 1990, 1991, 2006, 2009
- Supercopa angolesa de futbol: [7][8]
  - 1991, 1992, 1997, 1998, 1999, 2000, 2010, 2017

## Jugadors destacats
- Luís Delgado